# Борис Димитров
Борис Димитров Иванов е български офицер, генерал-майор.

## Биография
Роден е на 6 февруари 1896 година в град София. Майка му и баща му са от велешкото село Папрадище. Завършва Трета мъжка гимназия в София. През 1916 година завършва Военното училище в София. Службата си започва в 6-и пехотен търновски полк. През 1928 г. отново е назначен на служба в 6-и пехотен търновски полк и по-късно същата година е на служба в 24-ти пограничен участък. През 1932 година е на служба в Двадесет и пети пехотен драгомански полк, а от следващата година е домакин на Военното училище.
Участва в дейността на македонската емиграция в България. Член е на Миячко-Велешко-Папрадищкото македонско братство.
От 1939 г. е на службжа в 15-и пехотен ломски полк, като по-късно същата година е назначен за интендант на 9-а пехотна плевенска дивизия. През 1941 година става началник на Военната академия. През 1942 година е назначен за комендант на гара София. От 1943 година е заместник-началник на първа дивизионна област. През 1944 година е назначен за командир на държавната жандармерия.
Уволнен е от служба на 13 септември 1944 г. официално „по навършване на 25-годишна служба“, но реално с тази заповед, както и със заповедта от 14 септември е направена първата чистка на т.нар. „реакционни елементи от армията“. Съден е от Четвърти върховен състав на т. нар. Народен съд (1944 – 1945). Разстрелян е на 15 март 1945 година.

## Семейство
Генерал-майор Борис Димитров е женен и има 3 деца.

## Военни звания
- Подпоручик (12 март 1916)
- Поручик (14 октомври 1917)
- Капитан (30 януари 1923)
- Майор (1933)
- Подполковник (6 май 1936)
- Полковник (6 май 1940)
- Генерал-майор (6 май 1944)